# Настольный теннис на летней Универсиаде 2019
Настольный теннис на летней Универсиаде 2019 — соревнования по настольному теннису в рамках летней Универсиады 2019 года пройдут с 4 июля по 11 июля в итальянском городе Поццуоли, на территории спортивного центра PalaTrincone. Будут разыграны 7 комплектов наград.

## История
Турнир по настольному теннису на Универсиадах постоянно входят в соревновательную программу. Этот вид программы является обязательным для летних Универсиад.
На прошлой Универсиаде в Тайбэе безоговорочную победу одержали азиатские спортсмены.
Программа настоящих игр по сравнению с предыдущими не изменилась.

## Правила участия
Мероприятия по настольному теннису будут организованы в соответствии с последним техническим регламентом международной федерации настольного тенниса (ITTF).
Соревновательная программа определена следующим образом,
1. Командный турнир:
- Мужской командный турнир: двадцать четыре (24) команды максимум;
- Женский командный турнир: двадцать четыре (24) команды максимум;

2. Индивидуальный турнир:
- Мужские соревнования: одиночное и парное
- Женские соревнования: одиночное и парное
- Микст

Каждая страна имеет право заявить максимум восемь (8) спортсменов следующим образом:
1. Командный турнир:
- Мужской командный турнир: одна (1) команда минимум три (3) и максимум четыре (4) теннисиста;
- Женский командный турнир: одна (1) команда минимум три (3) и максимум четыре (4) теннисистки;

2. Индивидуальный турнир:
- Мужской одиночный: от одного (1) до четырех (4) игроков;

- Женский одиночный: от одной (1) до четырех (4) спортсменок;
- Мужские пары: одна (1) или две (2) пары;
- Женские пары: одна (1) или две (2) пары;
- Микст: максимум две (2) пары.
Спортсмены, принимающие участие в командном турнире, могут принять участие в индивидуальном турнире.
В соответствии с Положением FISU, теннисисты должны соответствовать следующим требованиям для участия во Всемирной универсиаде (статья 5.2.1):
- До соревнований допускаются студенты обучающиеся в настоящее время в высших учебных заведениях, либо окончившие ВУЗ не более года назад.
- Все спортсмены должны быть гражданами страны, которую они представляют.
- Участники должны быть старше 17-ти лет, но младше 28-ми лет на 1 января 2019 года (то есть допускаются только спортсмены родившиеся между 1 января 1991 года и 31 декабря 2001 года).

## Календарь
| ЦО | Церемония открытия | ● | Квалификации | 2 | Финалы соревнований | ЦЗ | Церемония закрытия |

| Июль              | 2 Вт | 3 Ср | 4 Чт | 5 Пт | 6 Сб | 7 Вс | 8 Пн | 9 Вт | 10 Ср | 11 Чт | 12 Пт | 13 Сб | 14 Вс | Соревнования |
| ----------------- | ---- | ---- | ---- | ---- | ---- | ---- | ---- | ---- | ----- | ----- | ----- | ----- | ----- | ------------ |
| Настольный теннис |      | ЦО   | ●    | ●    | ●    | 2    | ●    | 1    | 2     | 2     |       |       | ЦЗ    | 7            |

## Результаты

### Мужчины
| Дисциплина | Золото                  | Серебро                      | Бронза                                                           |
| ---------- | ----------------------- | ---------------------------- | ---------------------------------------------------------------- |
| одиночный  | Ю Циян Китай            | Чжао Цихао Китай             | Чжу Линфен Китай Саади Исмаилов Россия                           |
| пары       | Китай Ю Циян Чжао Цихао | Китай Кон Линсюан Чжу Линфен | Япония Фумия Игараси Асука Сакаи Япония Юсуке Садамацу Юма Цубой |
| команды    | Китай                   | Тайвань                      | Германия Япония                                                  |

### Женщины
| Дисциплина | Золото                 | Серебро                | Бронза                                                             |
| ---------- | ---------------------- | ---------------------- | ------------------------------------------------------------------ |
| одиночный  | Ван Иди Китай          | Чжан Руи Китай         | Фан Сиги Китай Гуо Янь Китай                                       |
| пары       | Китай Фан Сиги Ван Иди | Китай Гуо Янь Чжан Руи | Япония Минами Андо Асука Сасао Россия Валерия Щербатых Яна Носкова |
| команды    | Китай                  | Япония                 | Франция Россия                                                     |

### Микст
| Дисциплина | Золото               | Серебро                   | Бронза                                                           |
| ---------- | -------------------- | ------------------------- | ---------------------------------------------------------------- |
| микст      | Китай Ю Циян Ван Иди | Китай Чжао Цихао Фан Сиги | Тайвань Ляо Чен Тин Су Пей Лин Россия Саади Исмаилов Яна Носкова |

## Медальный зачёт в настольном теннисе
| Место | Страна    | Золото | Серебро | Бронза | Всего |
| ----- | --------- | ------ | ------- | ------ | ----- |
| 1     | Корея     | 0      | 0       | 0      | 0     |
| 2     | Китай     | 0      | 0       | 0      | 0     |
| 3     | Россия    | 0      | 0       | 0      | 0     |
| 4     | Индонезия | 0      | 0       | 0      | 0     |
| 5     | Япония    | 0      | 0       | 0      | 0     |
| 6     | Малайзия  | 0      | 0       | 0      | 0     |
| Всего | Всего     | 7      | 7       | 7      | 21    |